# Смерть мови
В лінгвістиці смерть мови (також вмирання мови, зникнення мови, згасання мови) — це процес, який вражає мовні спільноти, в яких рівень мовної компетенції мовців знижується, зрештою призводячи до відсутності носіїв мови або мовців, які можуть розмовляти даною мовою вільно. Смерть мови може вражати будь-який ідіом, зокрема діалекти та мови, і часто пов'язана з лінгвоцидом (глоттофагією)
Смерть мови потрібно відрізняти від втрати мови — так називається втрата володіння мовою на індивідуальному рівні.
Найпоширенішою причиною смерті мови є процес, коли спільнота, для якої рідною мовою є одна, з якихось причин приймає другу мову і стає двомовною, і поступово переходить до використання другої мови (цей процес називаються мовним зсувом), аж поки спілкування рідною мовою не припиняється зовсім. Носії деяких мов, зокрема регіональних, або мов меншин, можуть відмовлятися від рідних мов з економічних або інших практичних причин, на користь мов, які вважаються кориснішими або престижними.
Мови, носіями яких є невеликі, географічно ізольовані спільноти, також можуть вмирати через фізичне зникнення мовців, причиною чого можуть бути геноцид, епідемії або стихійне лихо.
Мова, як правило, вважається мертвою ще до того, як зникає останні її носій. Якщо залишається лише декілька носіїв мови похилого віку, і вони не використовують її для спілкування, то така мова є фактично мертвою. Мова, яка досягла такого стану, зазвичай називається вмираючою.

## Мови, на межі зникнення
- Маньчжурська мова — мова маньчжурів, корінного населення Маньчжурії, що перейшли на китайську. За переписом 2000 року в комуністичному Китаї серед 10,5 млн маньчжурів лише 60 осіб назвали маньчжурську мову рідною[3].